# Марш за свободу
«Марш за свободу» (бел. Марш за свабоду) — крупномасштабная акция протеста в истории Белоруссии, которая прошла в Минске 16 августа 2020 года.

## Ход акции
Участники прибыли из разных районов Минска с бело-красно-белыми флагами и плакатами к месту сбора у стелы «Минск — город-герой», выступая с лозунгами против власти Александра Лукашенко. У стелы, по сообщениям оппозиционных СМИ, собралось от 400 до 500 тысяч человек, без учёта передвижения людей по улицам. Стела «Минск — город-герой» была обернута бело-красно-белым флагом, поверх которого был установлен ещё один флаг. Из-за большого количества участников у стелы Интернет работал с перебоями.
Организация протестов происходила в мессенджере Telegram, который в условиях ограничений на работу Интернета, введённых белорусскими властями во время протестов, стал ключевым источником информации о них.
В ходе акции член объединённого штаба Светланы Тихановской и координатор штаба незарегистрированного кандидата Виктора Бабарико Мария Колесникова заявила, что Александр Лукашенко должен уйти в отставку.
Через неделю, 23 августа, аналогичный митинг был проведён на Площади Независимости у Дома правительства. Во время марша центральные магистрали Минска были перекрыты. Вечером протестующие собрались на площадь Независимости: их колонна тянулась до площади Победы.

## Оценки и критика
По различным оценкам, в данной акции приняло участие от 20 до 400 тысяч человек.
Ряд СМИ называет мероприятие самым крупной акцией протеста в истории Беларуси. По мнению оппозиционных СМИ, это был самый большой антилукашенковский митинг.
Новостной интернет-портал Хартия’97 характеризует её как общенациональный и общегражданский марш.